# Giacinto da Belmonte
Padre Giacinto da Belmonte, al secolo Francesco Saverio Osso (Belmonte Calabro, 24 ottobre 1839 – Acri, 23 ottobre 1899), è stato un monaco cristiano, presbitero e scrittore italiano, appartenente all'Ordine dei Cappuccini.

## Biografia
Francesco Savero Osso nacque nella località Motta di Santa Barbara in Comune di Belmonte Calabro. I suoi genitori erano Giuseppe e Maria Osso (nata Garritiano) ed ebbe otto fratelli, sorelle: Maria e Rosa, fratelli: Nicola, Giovanni, Fedele, Pasquale, Luigi e Matteo.
Nell'agosto 1857 sotto la guida di Padre Zaccaria da Laino Borgo lasciò Belmonte Calabro alla volta di Rogliano, località in cui prese i voti temporanei il 23 ottobre 1858. Divenne frate a tutti gli effetti il 2 ottobre 1861, ad Acri, professando gli ordini perpetui ed assumendo il nome di Padre Giacinto. Venne ordinato sacerdote il 12 gennaio 1865, sempre ad Acri.
Nel 1867 la legge eversiva sui beni religiosi emanata dal Regno d'Italia portò alla chiusura del Convento dei PP. Cappuccini di Acri. I religiosi, tra cui Padre Giacinto, trovarono rifugio in case private gentilmente concesse da privati cittadini.
Fu in questo periodo che il cappuccino iniziò a scrivere molte opere, delle quali molte non pubblicate. le più importanti: Lo Stato e la Chiesa, L'Impero Germanico, L'Avvenire d'Europa, Ove siamo, Considerazioni dei giorni nostri, I manutengoli del brigantaggio sociale, Il male dei nostri giorni, I poveri e i ricchi, quest'ultima considerata il suo libro migliore. Queste opere non ottennero mai l'imprimatur dell'autorità ecclesiastica.
Nel 1870 Padre Giacinto venne incaricato di soprintendere alla riapertura del Convento dei Cappuccini di Belmonte Calabro, chiuso ai sensi della Legge Murat del 1809 ed in possesso della famiglia Del Giudice. Il tentativo fallì due anni dopo per mancanza di religiosi.
Il 28 novembre 1875 Padre Giacinto venne eletto IV Definitore Provinciale. Continuò con questa carica l'opera di acquisizione di ex-conventi, e il 5 settembre 1881 riuscì ad acquistare il Convento di Morano Calabro; il 2 ottobre 1884 acquisì il Convento di Saracena.
Nel 1882 Padre Giacinto, il cui nome era giunto alle gerarchie ecclesiastiche a Roma, venne invitato a fare da Segretario al cardinale Giovanni Massaia, ma lui rifiutò la proposta.
Il 9 maggio 1884 a Roma venne proclamato Padre Provinciale: il suo mandato terminò il 27 marzo 1885: e a questo punto venne chiamato a Roma, dove arrivò in compagnia di Frate Bernardo da Montalto Uffugo.
Nel 1887 papa Leone XIII lo nominò Consultore dell'Indice dei libri proibiti.
Da Roma curò la riapertura di un Convento cappuccino ad Acri, e l'11 maggio 1893 fu uno dei promotori della fondazione della Basilica del Beato Angelo da Acri, nuova sede per i PP. Cappuccini.
Nel 1897 tornò ad Acri da Roma, e trovò la Basilica del Beato Angelo già completata.
Il 4 ottobre 1899 Padre Giacinto fu vittima di una rapina, in seguito alla quale venne colpito da apoplessia. Il 23 ottobre 1899 il religioso spirava, lo stesso giorno della nascita, all'età di 60 anni esatti.

## Opere principali
- La Chiesa e lo Stato. Considerazioni teologico-filosofiche, Tip. SS Concezione, Firenze 1875.
- Scritti letterari-religiosi, Cellini, Firenze 1876.
- Il beato Angelo da Acri e la Madonna Addolorata, Tip. Editrice-industriale, Roma 1885.
- I poveri e i ricchi, Tip. SS. Concezione, Firenze 1885.
- Il male dei nostri giorni, Tip. Editrice-industriale, Roma 1886.
- Racconti miracolosi per istruire dilettando, 2 voll., II ed. rifatta, Tip. Armanni, Roma 1887.
- Per il terzo centenario di S. Felice da Cantalice cappuccino, Tip. Armanni, Roma 1887.
- Compendio della vita del beato Felice da Nicosia, cappuccino, Tip. Vaticana, Roma 1888.
- Discorsi religiosi per i tempi che corrono, 2 voll., Tip. Lucentini, Roma 1889.
- Compendio della vita del venerabile Lorenzo da Zibello, sacerdote cappuccino, Tip. Guerra e Mirri, Roma 1890.
- Compendio della vita del B. Angelo da Acri missionario cappuccino, Tip. Artigianelli, Roma 1894.
- Poche cose intorno la predicazione cattolica, Tip. Fruscione e Negri, Salerno 1895.
- Vita di S. Giuseppe da Leonessa, missionario cappuccino, Tip. Artigianelli, Roma 1896.